# Cuerpo a cuerpo (telenovela)
Cuerpo a cuerpo es una telenovela brasileña producida y exhibida por TV Globo, entre el 26 de noviembre de 1984 y el 21 de junio de 1985, contando con 179 capítulos, reemplazando a Partido Alto y siendo sustituido por Roque Santeiro.
Fue escrito por Gilberto Braga en colaboración con Leonor Bassères y dirigida por Dennis Carvalho y Jayme Monjardim.
Fue protagonizada por Antônio Fagundes, Glória Menezes y Débora Duarte, y antagonizada por Flávio Galvão.

## Trama
Teresa estaba enamorado de Osmar, un hombre mucho más joven y que prefirió casarse Eloa. Años más tarde, Teresa trabajará como enfermera en la casa de un rico contratista Alfredo Fraga Dantas y termina casándose con él. El matrimonio de Osmar y Eloa está en crisis cuando Eloa intenta su crecimiento profesional, y Teresa de nuevo a la escena, la preparación de un sorprendente venganza contra Osmar, el hombre que había hecho sufrir mucho en el pasado. Al mismo tiempo, la ambiciosa Eloa sabe que Raúl, es un hombre elegante, misterioso y aparentemente rico que hace un pacto extraño con el fin de llegar a la cima. ¿Es él el diablo?

## Elenco
| Actor/Actriz       | Personaje                  |
| ------------------ | -------------------------- |
| Antônio Fagundes   | Osmar Pellegrini           |
| Glória Menezes     | Tereza Bastos Fraga Dantas |
| Débora Duarte      | Eloá Pellegrini            |
| Hugo Carvana       | Alfredo Fraga Dantas       |
| Ana Lúcia Torre    | Olga                       |
| Flávio Galvão      | Raul Monteiro, el diablo   |
| Zezé Motta         | Sônia Rangel Fraga Dantas  |
| José de Abreu      | Victor                     |
| Eloísa Mafalda     | Guiomar Motta              |
| Marcelo Picchi     | Olavo Fraga Dantas         |
| Lília Cabral       | Margarida Fraga Dantas     |
| Lauro Corona       | Rafael Motta (Rafa)        |
| Malu Mader         | Beatriz Fraga Dantas (Bia) |
| Andréa Beltrão     | Ângela                     |
| Caíque Ferreira    | Zeca (José Carlos Maciel)  |
| Isabela Garcia     | Heloísa Bastos Pellegrini  |
| Selton Mello       | Ronaldo Pellegrini         |
| Luíza Tomé         | Alice Gouvêia              |
| Odilon Wagner      | Rogério                    |
| Renata Fronzi      | Zoraide Motta              |
| Rosane Gofman      | Jalusa                     |
| Paulo Figueiredo   | Tadeu                      |
| Mila Moreira       | Christina Werneck          |
| Ricardo Blat       | Nuno                       |
| Yaçanã Martins     | Shirley                    |
| Newton Prado       | William Maciel             |
| Duse Nacaratti     | Vírginia Cantanhede        |
| Íris Bruzzi        | Vânia Bastos               |
| José Dumont        | Darcy                      |
| Maria Helena Pader | Palmira Cantanhede         |
| Cosme dos Santos   | Wanderley                  |
| Zeni Pereira       | Odete                      |
| Clementino Kelé    | Floriano                   |
| Ida Gomes          | Hemengharda                |
| João Paulo Adour   | Orlando                    |
| Ruth de Souza      | Jurema Rangel              |
| Marcos Paulo       | Cláudio Fraga Dantas       |
| Joana Fomm         | Lúcia Gouvêia              |
| Stênio Garcia      | Amauri Pellegrini          |

## Elenco de apoyo
- Alexandre Garcia – Ricardo
- Daphne Bastos - Margareth Fraga Dantas
- Eliane Neves - Laura Rangel
- Waldir Santana - Agildo
- Massarola - Alipio
- Giovanna Pieck - Isabel Fraga Dantas
- Nilson Accioly - Horácio
- Paschoal Villaboim - Luiz
- Joana Rocha - Eliete
- Jorge Ramos - Emiliano

## Participaciones especiales
- Bia Seidl – Laís
- Waldir Onofre - Rangel
- Cidinha Milan – Neide
- Hemílcio Fróes - Dr. Costa
- Ivan Mesquita - Inspetor Andrade
- Joyce de Oliveira – Isabel Fraga Dantas
- Melise Maia - Dedé
- Tânia Scher – Nádia
- Turíbio Ruiz – Machado

## Emisión Internacional
España
Portugal
Paraguay
República Dominicana
Turquía
Canadá
Bulgaria